# Richard Russell, Jr.
Richard Brevard Russell, Jr. (Winder, 1897. november 2. – Washington, 1971. január 21.) az Amerikai Egyesült Államok szenátora (Georgia, 1933–1971).